# Nanorana parkeri
La Nanorana parkeri (també anomenada granota de l'alta Himalaya, granota de l'altiplà Zinzang, o granota lenta de la muntanya) és una espècie de granota de la familia Dicroglossidae. Es troba a la Xina (concretament a la zona del Tibet), i al Nepal, tot i que es creu que pot habitar també a Bhutan i algunes parts de l'Índia.[2]
Es tracta del segon amfibi amb el genoma complet seqüenciat (el primer és el Xenopus tropicalis), i del primer Neobatrachian.[3]

## Descripció
La Nanorana parkeri és una granota de dimensions mitjanes: els mascles creixen fins als 44mm i les femelles fins als 48mm (des de la boca fins a la cloaca). Els capgrossos poden mesurar fins a 51mm de llargària.[4]

## Genoma
El seu genoma té 2.3 Gb, i conté més de 20.000 gens que codifiquen per proteïnes. S'estima que la Nanorana parkeri va divergir del Xenopus tropicalis fa uns 266 Ma.[3]

## Hàbitat i conservació
La Nanorana parkeri habita en regions d'elevada altitud (2.850-5000 Msnm) com prats, boscos, zones d'arbustos, llacs, rius i zones pantanoses o de corriols de la zona de l'Altiplà del Tibet.
No hi ha amenaces majors per a la seva permanència com a espècie [1].

### Llinatges
Existeixen dos llinatges diferents de Nanorana parkeri, que van divergir durant el Pleistocè mitjà, donant com a resultat un llinatge geogràficament localitzat a la zona est, i l'altre a la zona oest de l'altiplà tibetà.
Aquest fet és de gran importància, ja que els canvis climàtics que es van donar durant l'època mencionada haurien generat efectes similars, tant a nivell climàtic com ecològic, en moltes altres espècies que habiten la mateixa zona. Tot i així, a diferència de les zones continentals d'altitud moderada o de zones costaneres, hi ha molt poca informació respecte a l'impacte dels canvis climàtics sobre els ecosistemes enclavats en zones de gran altitud, com l'altiplà tibetà.[5]